# Black Country, New Road
Black Country, New Road (ofte forkortet som BCNR eller BC,NR) er et engelsk rockband, som blev dannet i Cambridge i 2018. Bandet er på få år blevet kendt for deres unikke eksperimentelle og post-punk inspirerede lyd, og deres to første album har modtaget anmelderros.

## Historie
De seks grundlæggende medlemmer af bandet Tyler Hyde, Lewis Evans, Georgia Ellery, May Kershaw, Charlie Wayne og Isaac Wood havde siden 2015 alle været del af et band kaldet Nervous Conditions. Bandet havde været i gang med at producere deres debutalbum i 2017, da deres forsanger Conner Browne blev beskyldt for et seksuelt overgreb. Dette ledte til, at bandet gik i opløsning, og at de seks medlemmer dannede deres eget band i 2018. Navnet Black Country, New Road fandt de på ved at bruge Wikipedias tilfældig artikel-funktion. I løbet af 2019 tilføjede bandet deres syvende medlem Luke Mark.
Black Country, New Road udgav deres debutalbum For the First Time i februar 2021. Albummet modtog generelt positive anmeldelser. I januar 2022, få dage før at bandet ville udgive deres andet album, så annoncerede forsanger Isaac Wood at han ville forlade bandet for at fokusere på sit mentale helbred. Fire dage senere blev albummet Ants From Up There udgivet. Albummet modtog næsten universel anmelderros.

## Medlemmer

### Nuværende medlemmer
- Tyler Hyde - sang, guitar, basguitar (2018–)
- Lewis Evans - sang, saxofon, fløjte (2018–)
- Georgia Ellery - sang, violin, guitar, mandolin (2018–)
- May Kershaw - sang, keyboard, klaver, harmonika (2018–)
- Charlie Wayne - trommer, banjo (2018–)
- Luke Mark - guitar (2019–)

### Tidligere medlemmer
- Isaac Wood - sang, guitar (2018–2022)

## Diskografi
Studiealbum
- For the First Time (2021)
- Ants from Up There (2022)
- Forever Howlong (2025)